# حسین عمادی
حسین عمادی (متولد ۱۳۲۲، بروجرد)، مدرّس دانشگاه و پیشکسوت شیلات و آبزیان ایران است. وی عضو اسبق هیئت مدیره سازمان شیلات و اولین دکترای شیلات در ایران می‌باشد.

## زندگی‌نامه
حسین عمادی در سال ۱۳۲۲ در بروجرد به دنیا آمد. وی که ابتدا به روانشناسی علاقمند بود، نخستین کتابش را در هفده سالگی و در دوره دبیرستان نوشته‌است با عنوان «تأثیر تربیت خانواده» که در سال ۱۳۳۹ توسط مطبوعاتی عطایی به چاپ رسید. در سال ۱۳۴۴ از دانشگاه تهران لیسانس زیست‌شناسی گرفت، به سربازی رفت و در مرکز تحقیقات شیلات شمال در بندر انزلی مشغول به کار شد. وی در مصاحبه با روزنامه شرق در سال ۱۳۸۵ می‌گوید در آن زمان تعداد پرسنل علمی شیلات در مجموع به تعداد انگشتان یک دست نمی‌رسید. غیر از فرهاد فریدپاک که ماهی‌شناس بودند یک نفر شیمی خوانده بود و دیگری دکترای دامپزشکی داشت.
حسین عمادی «نخستین دکتر شیلات در ایران» است. وی پس از هفت سال تحصیل در سال ۱۳۵۴ از دانشگاه ایالتی اورگن دکترای «شیلات و حیات وحش» گرفت. اما کارهایش اختصاص به موضوع شیلات دارد. عنوان تز عمادی در دوره فوق لیسانس «ناهنجاری‌های زرده در ماهی آزاد اقیانوس آرام» و در دوره دکترا «اثرات محیط زیست روی رشد و نمو و مرگ و میر خرچنگ دراز آب شیرین» است.
عمادی روش جدیدی در عمل آوری خاویار با کمک براکس و اسید بوریک ابداع کرده و در مورد وضعیت ماهی سفید دریای خزر مقاله مشهوری دارد که توسط آکادمی علوم شوروی به روسی و سپس توسط شیلات آمریکا به انگلیسی ترجمه شده‌است. حسین عمادی در کنار مشارکت در تحقیقات متعدد و انتشار به زبان فارسی و انگلیسی، راهنمایی و مشاورهٔ ده‌هاعنوان پایان‌نامه و پروژه‌های تحقیقاتی را برعهده داشته‌است.
وی پس از بازگشت، به مدت چند ماه قائم مقام سازمان تحقیقات شیلات ایران بود و سپس به ریاست سازمان تحقیقات منسوب شد. پس از اجرای طرح‌های عمرانی شیلات شمال به ریاست بخش‌های تحقیقات و تکثیر و پرورش منسوب شد که در آن زمان درهم ادغام شده بودند. پس از انقلاب به تهران آمد و از طرف ایزدی وزیر وقت کشاورزی سمت مدیریت عامل شیلات به وی پیشنهاد شد که آنرا نپذیرفت اما عضو هیئت مدیره آن شد، پس از آن نیز به عنوان معاون تولید و بهره‌برداری مشغول به کار شد.
در سال ۱۳۷۶ دانشکده علوم و فنون دریایی دانشگاه آزاد واحد تهران شمال برای تأسیس نیازمند چند هیئت علمی تمام وقت بود. عمادی پس از ۳۳ سال کار در شیلات بازنشسته شد و به آنجا پیوست. این در حالی است که وی از سال ۱۳۵۵ به کار تدریس اشتغال داشت و در دانشگاه‌های تهران، شهید چمران اهواز، تربیت مدرس، آزاد لاهیجان و کیش تدریس کرده بود.
حسین عمادی از ابتدا نسبت به انتشار کتاب‌های مورد نیاز اهتمام ویژه‌ای داشته و هرگز کار ترجمه، تألیف و نشر را رها نکرده‌است. او با تأسیس «انتشارات علمی آبزیان» و نشریه آبزیان ده‌ها عنوان کتاب مورد نیاز دانشجویان رشته شیلات را در اختیار آن‌ها قرار داد.
پژوهشگاه ملی اقیانوس‌شناسی و علوم جوی، در سال ۱۳۹۳ طی مراسمی از فعالیت‌های علمی حسین عمادی تجلیل نمود.